# 莫里茨·科内利斯·埃舍尔
莫里茨·科内利斯·埃舍尔（荷蘭語：Maurits Cornelis Escher，荷蘭語發音：[ˈmʌurɪt͡s kɔrˈneːlɪs ˈɛʃər]；1898年6月17日—1972年3月27日），又译艾薛爾、葉夏，荷兰著名版画艺术家，其活躍於意大利、瑞士、比利时與荷蘭地區60年間。知名於其視錯覺藝術作品，於平面視覺藝術有極大成就。

## 生平
莫里茨·科内利斯·埃舍尔於1898年6月17日生於弗里斯蘭省首府吕伐登，他是他父親喬治·阿諾德·艾雪（一位土木工程師）和第二個妻子薩拉·格里奇曼所生的小兒子。1903年莫里茲·柯尼利斯·艾雪一家遷到阿納姆，在那裏他度過了小學和中學時期。幼年的艾雪體質羸弱，曾在特殊學校就讀，1912至18年間，他就讀中學。他的繪畫天分很高，可惜其學業成績頗差，二年級時甚至要重讀。十三歲前，他學習了木工和鋼琴。1919年他進入哈勒姆（Haarlem）建築及裝飾藝術學校學習建築，但是在數門科目掛科後轉學裝飾藝術。在該校擔任美術教授的版畫家薩繆爾·吉西農·德·馬斯奎塔（ Samuel Jesserun de Mesquita）發現了莫里茲·柯奈利斯·艾雪的才能，教授他製作版畫的技術。兩人後來成為了多年的朋友。1922年他離開該校。在這一時期，莫里茨·科内利斯·埃舍尔創作的作品八張臉（Eight Heads）、聖巴佛大教堂，哈勒姆 （St.Bavo's, Haarlem）已經顯露出他的獨特視角。
畢業之後莫里茨·科内利斯·埃舍尔去往義大利旅行。是年6月，他第一次來到在西班牙格拉納達的阿爾罕布拉宮。這座14世紀的穆斯林建築運用在墻壁和地板上的平面鑲嵌圖案讓他對密舖平面產生了興趣，並且嘗試應用在作品中。開始的嘗試並不成功，他放棄了這個主題並回到了義大利。1923年莫里茲·柯奈利斯·艾雪在阿瑪爾菲海岸旅行，遇上瑞典姑娘耶塔·烏米克（Jetta Umiker），兩人後來於1924年結婚。他們定居於羅馬，1935年，因墨索里尼統治下的政治氣氛而遷往瑞士。他們在當地住了兩年。
他十分喜愛意大利的風景，因此他在瑞士不太快樂。1937年他們搬家去比利時的小鎮于克勒（Ukkel）。二戰爆發后，1941年1月，他們又一次搬家，搬到荷蘭巴伦（Baarn）。他們在這裏住上了30年。
他大部分名作都是在這段時期繪畫。荷蘭多雲、冷、潮濕的天氣逼使他專注工作，除了1962年的他進行外科手術後的一段時間。
1970年，他搬到拉伦（Laren），那裏是他的退休居所，他有自己的工作室。他在兩年後逝世，享年73歲。

## 藝術風格

### 自然與風景
艾雪的旅遊影響啟發了他對於自然的觀察，1922年至1924間前往義大利佛羅倫斯旅遊，也曾參觀法國拉斯科洞穴的原始壁畫，這些景色都成為艾雪早期版畫中的風景及自然靈感。
1922年艾雪前往西班牙旅遊，參觀了阿罕布拉宮，伊斯蘭建築的連續鑲嵌幾何圖形，啟發了他日後的幾何鑲嵌作品的常識及創作。

### 人物
對於人物形象描繪艾雪也有著墨，早期作品中常描繪人面孔清晰甚至與他親近的人物。然而，經歷了二戰，艾雪對於社會的看法趨於黑暗，改描繪不明人物或者長相怪異缺乏臉部特徵。於人物描繪作品中具代表性的作品有艾雪與妻子的《天長地久不相離》。

### 現實與虛幻
艾雪數學成績並不好，但他的版畫作品常使用到幾何的概念，對於「錯視」藝術極為拿手。艾雪作品反應出幽微的內心世界，也是他對於當時歷史的反思，也反映出他探討宇宙秩序奥秘的渴望。艾雪的版畫技術卓越，足以充分善用不同技巧的優點。他以明顯的黑、白色對比與精準的線條刻劃，樹立了與眾不同的版畫風格；他也創造演繹出複雜奇幻的變形結構，顛覆了自然的規律。
他擅長以重複排列的圖形填充畫面空間，甚至將平面的畫面轉變為凹或凸的球面，讓圖形排列的透視效果更顯著。
他不斷挑戰平面與立體的界線，甚至再加上循環畫面的技術，使觀眾無法確認畫面的開始與結束，例如：《畫手
》(Drawing hands,1948)中即利用了以上手法。他另一個創作重要手法為「反射」，於1930年開始繪製、研究靜物，經常使用球體或水面反射來刻劃。

## 设计作品

Waterfall，1961 不可能的瀑布
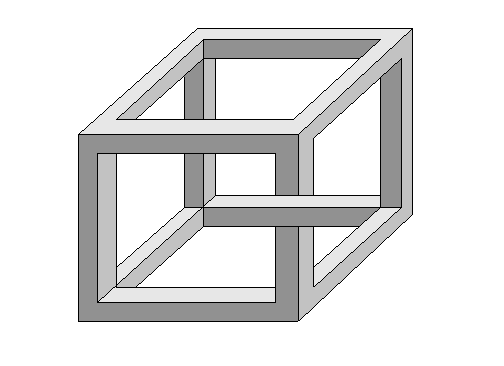
不可能的方塊，艾雪版畫作品中常用的素材
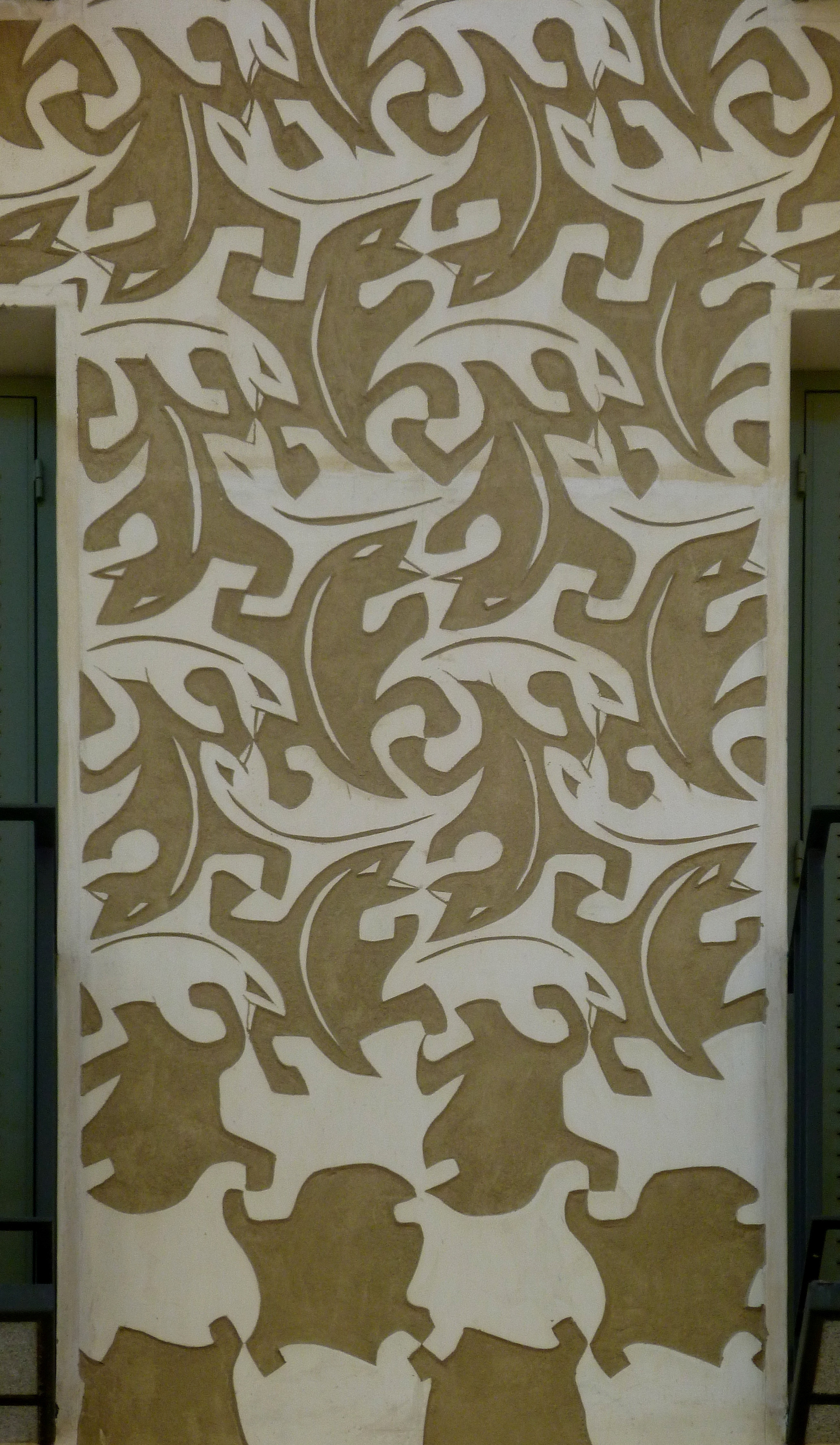
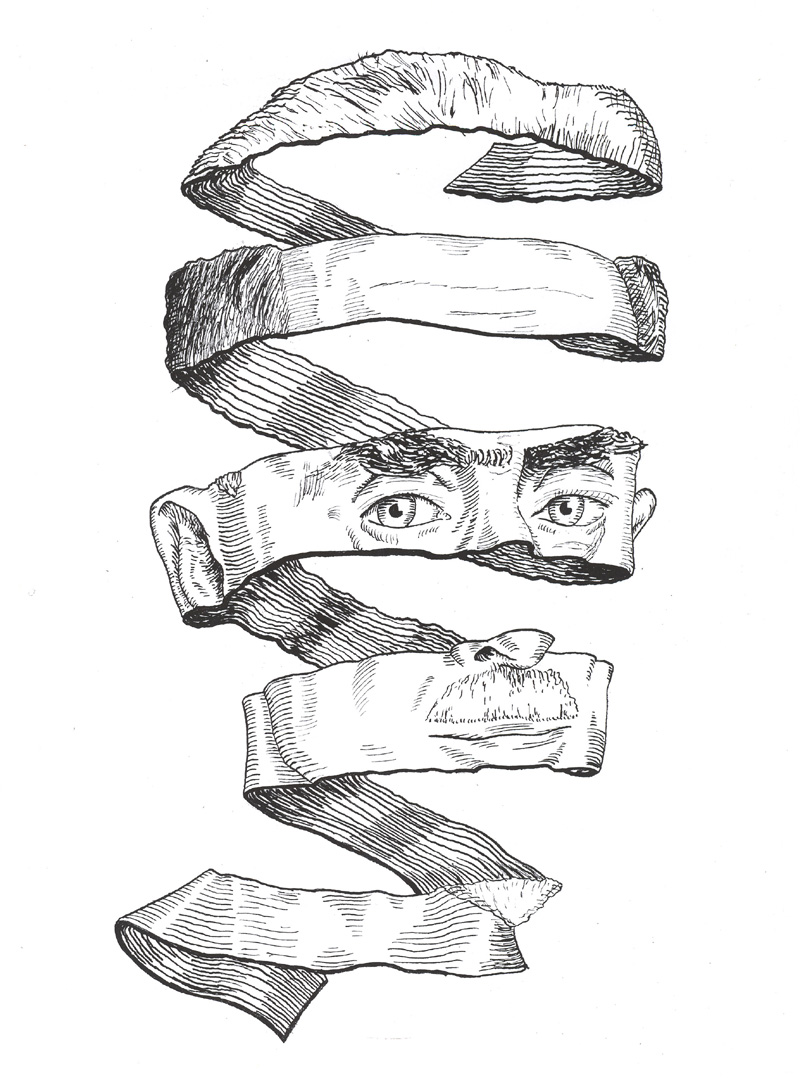
《天長地久不分離》中艾雪自畫像
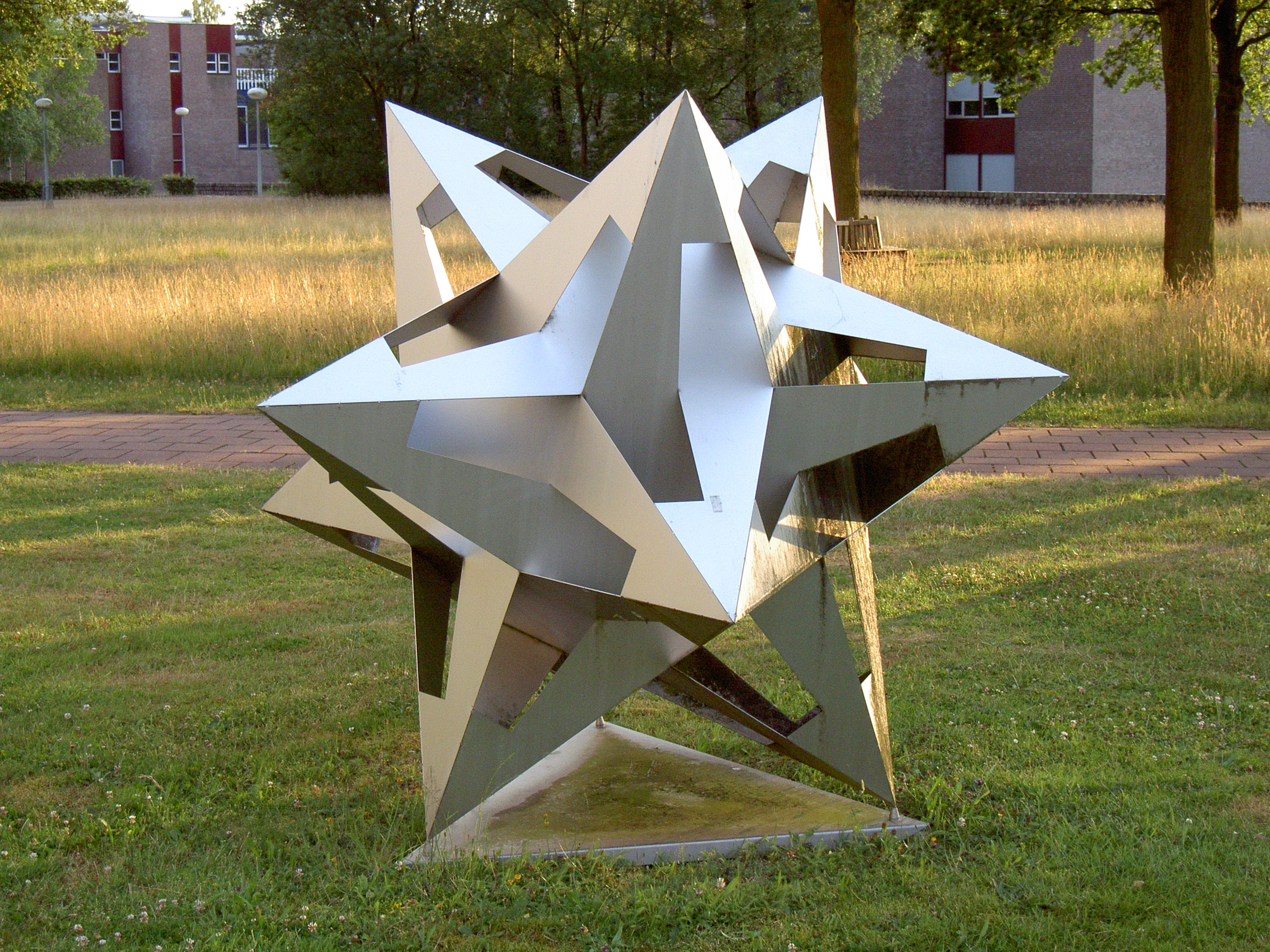
小行星
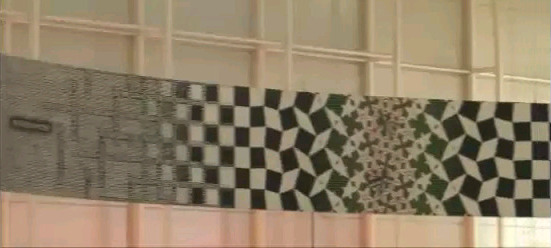
《變形2》局部
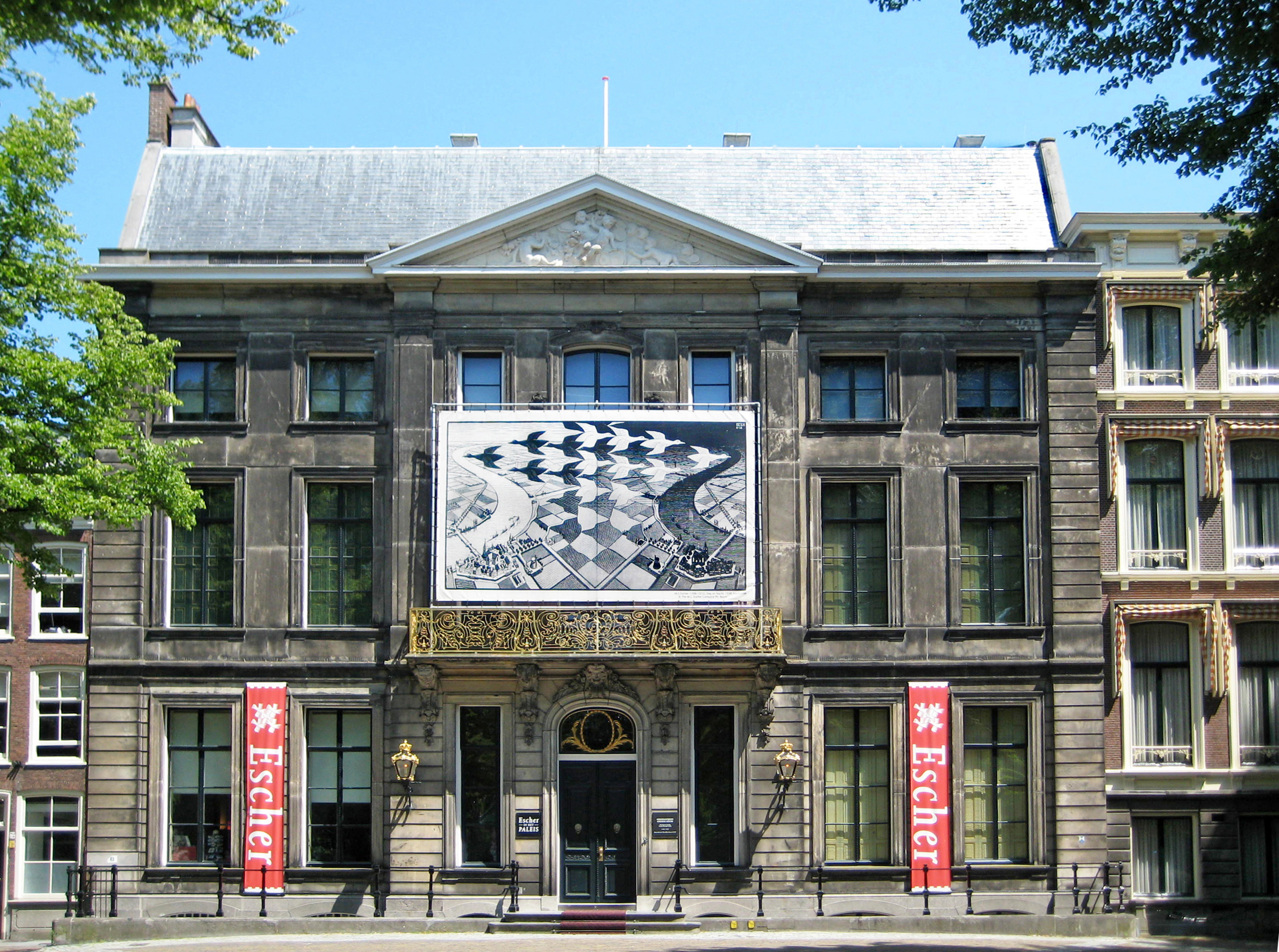
海牙艾雪博物館，牆上作品為《白天與黑夜》

## 外部連結
- 官方網站 （页面存档备份，存于）
- 使用樂高來模仿埃舍尔的作品Relativity[永久]、Ascending and Descending （页面存档备份，存于）
- 數學畫　石厚高 （页面存档备份，存于）（《數學傳播》）